# Мир Хашим
Хашим (также Мир Хашим; работал в 1620-1660-х годах) — индийский художник-миниатюрист, мастер портрета.

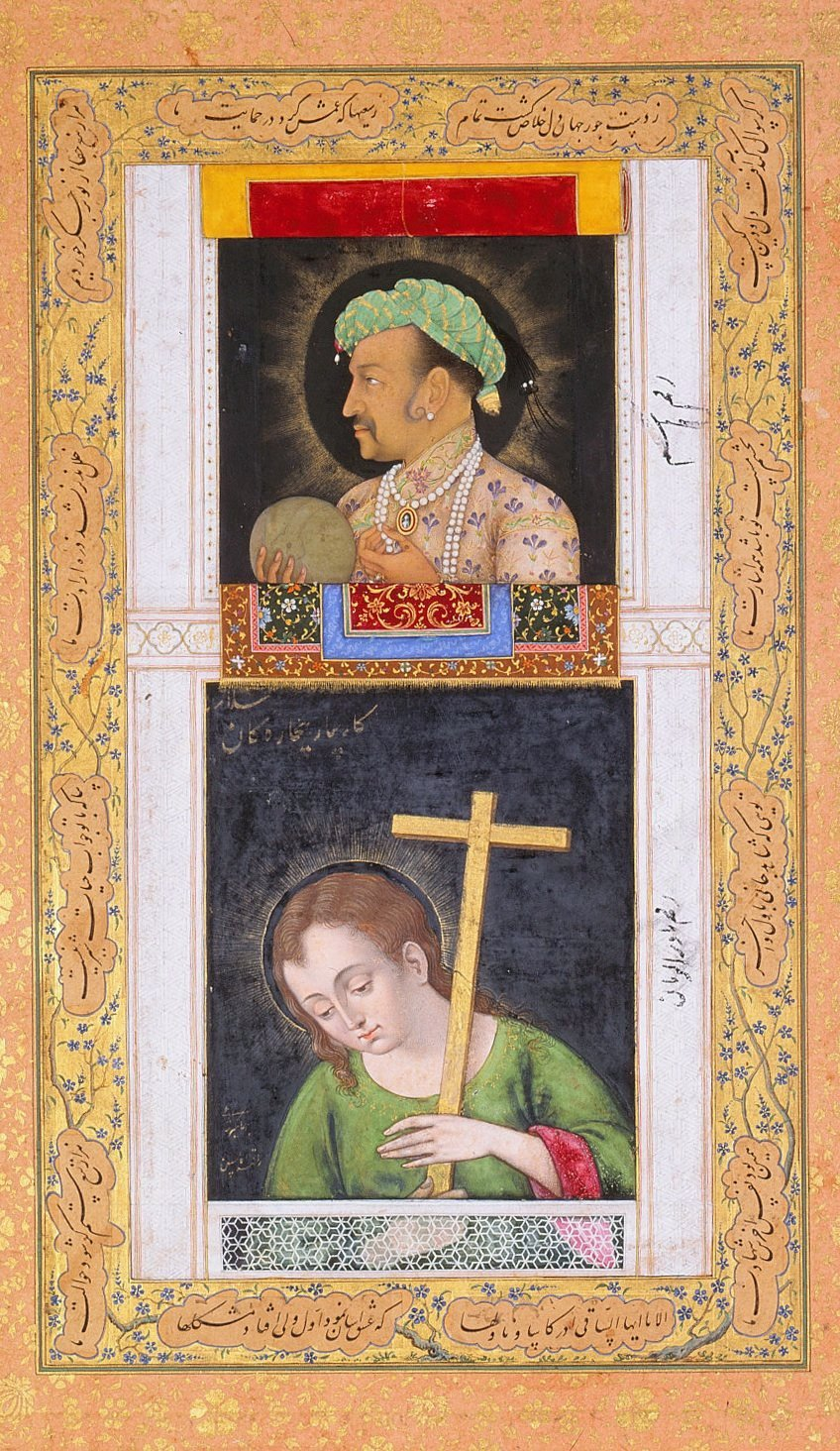
Джахангир (автор Хашим 1615-20) и Иисус (автор Абул Хасан 1610—1620). Библиотека Честер Битти, Дублин.

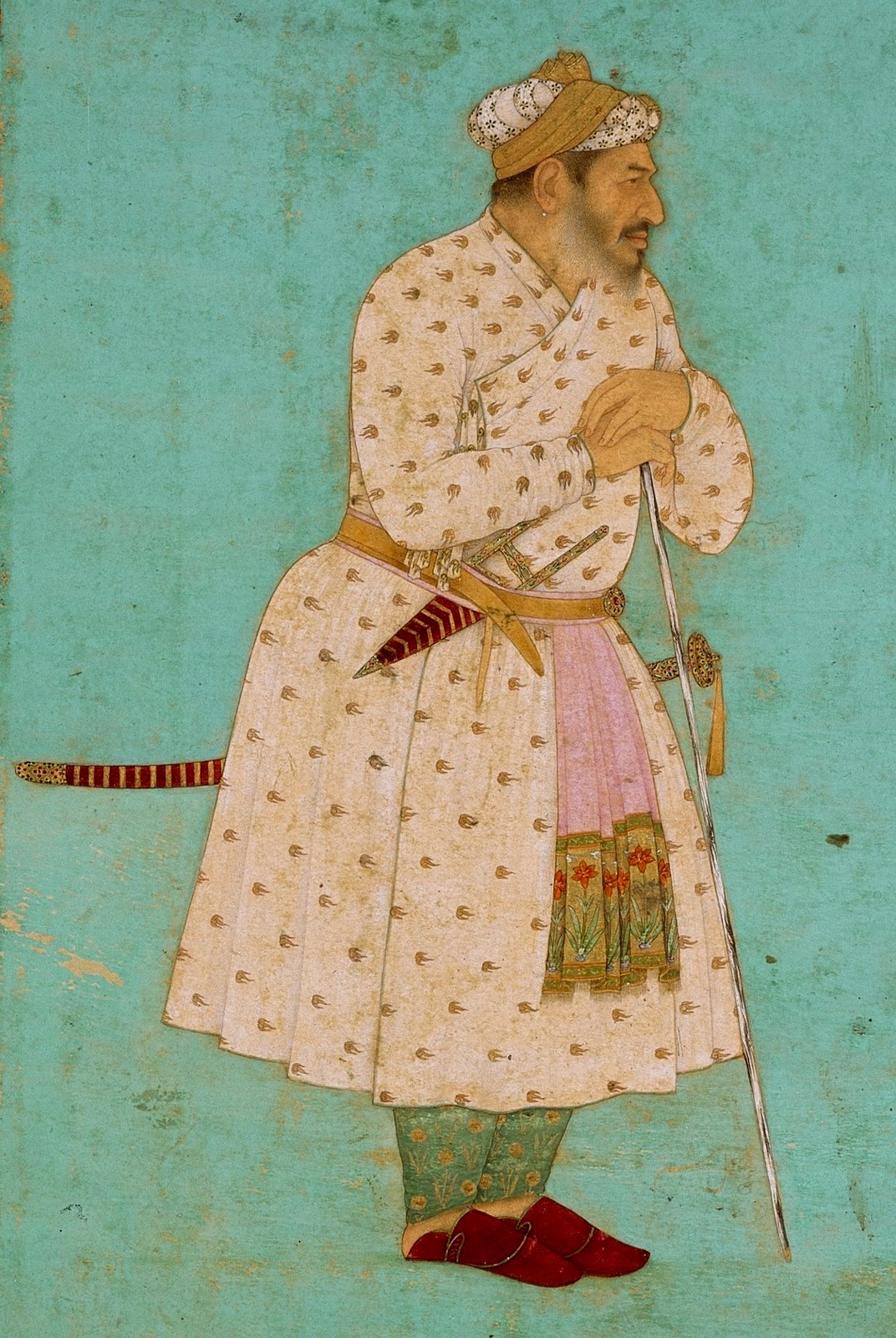
Хан Дауран Насрат-и Джанг. ок. 1650г, Библиотека Честер Битти, Дублин

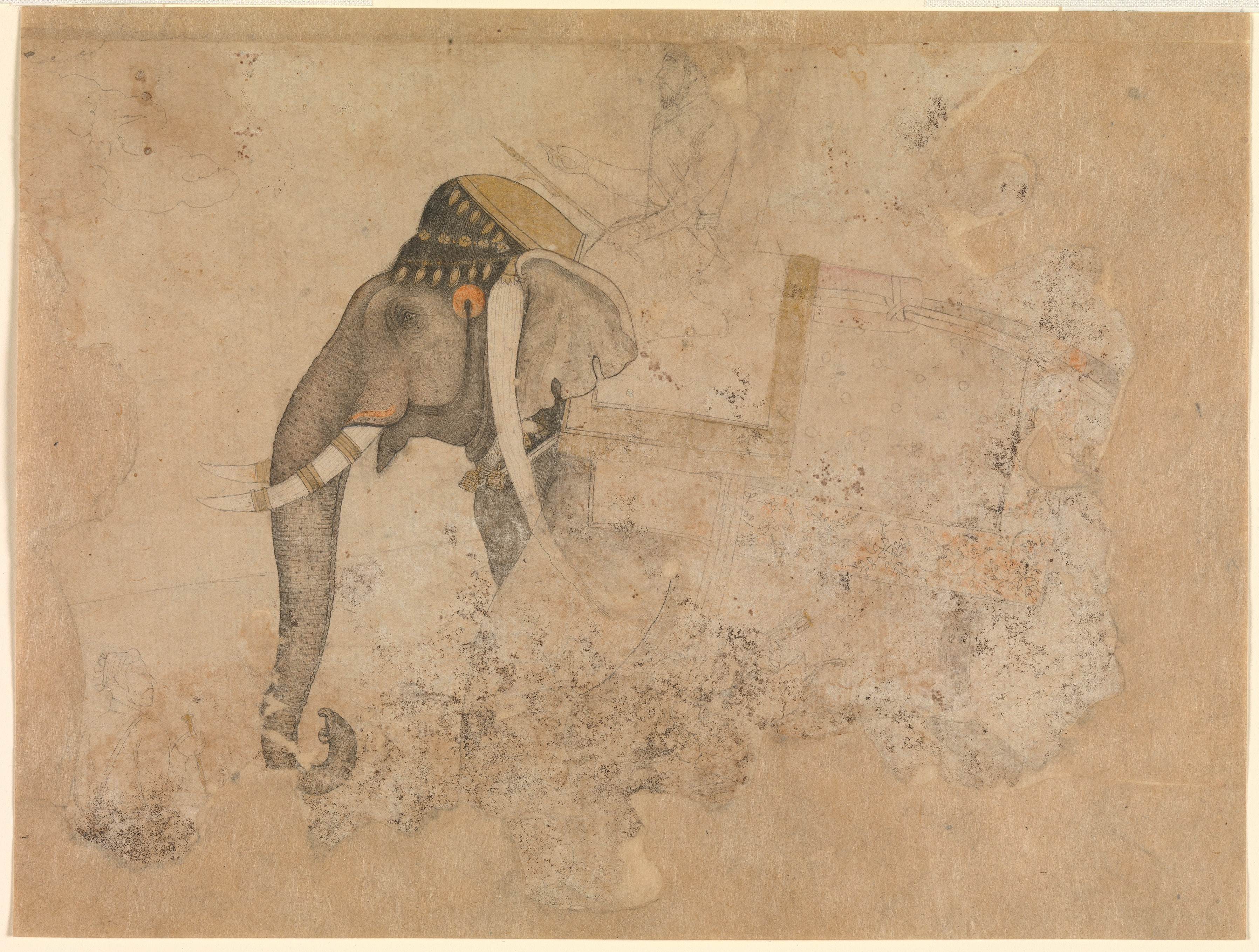
Слон и наездник. ок. 1640, Музей Метрополитен, Нью-Йорк

О Хашиме не сохранилось практически никаких сведений. Существуют несколько подписанных им миниатюр и ряд приписываемых ему произведений. Реконструкция его творчества представляет собой проблему, и предполагает два варианта интерпретации. Согласно одной гипотезе, художник сформировался в китабхане императора Джахангира, потом оказался в Декане, где создал те портреты, которые сегодня представляют его раннее творчество, а затем вернулся к могольскому императору. В другом случае, предполагается, что Хашим был родом из Декана, и сначала работал при дворах деканских правителей Ахмаднагара и Биджапура, и лишь после этого, приблизительно в 1620 м году присоединился ко двору могольского императора Джахангира. Решение проблемы осложняется тем, что первые его произведения — портреты Муллы Мухаммада Хана, Ибрагима Адилшаха II и Малика Амбара, представляют собой весьма любопытную смесь: лица персон моделированы так, как это делалось в могольской китабхане, в то же время использованы краски, типичные для живописи Декана. Кроме того, пейзажный фон на портрете Ибрагима Адилшаха II близок тем, какие были приняты в живописи Биджапура.
Портретный жанр в могольской живописи был санкционирован императором Акбаром, который сам позировал художникам и принуждал к этому своих вельмож. При Джахангире и Шах Джахане портретирование стало обычным, живописные изображения в то время по сути заменяли фотографию. Хашим был выдающимся мастером этого жанра, работавшим, по меньшей мере, при двух императорах — Джахангире (1605—1628) и Шах Джахане (1628—1658). Свои персонажи он изображал, как правило, в профиль, редко в развороте ¾. Детали лица Хашим прорабатывал тончайшей кистью, культивируя натурализм близкий европейскому. Контрастом этому натурализму служит иератичность и застылость поз портретируемых, и фон в виде нереального пейзажа.
Одно из самых ранних известных произведений Хашима — миниатюра с портретом императора Джахангира и Иисусом Христом, которого изобразил Абул Хасан (1615-20гг, Библиотека Честер Битти, Дублин). Такое необычное сочетание для могола- мусульманина Джахангира было вполне в порядке вещей — он подобно своему отцу Акбару придерживался мультикультурной политики, не заостряя внимание на религиозных предрассудках. На миниатюре Джахангир с державой в руке написан ещё в традициях, характерных для последних лет правления Акбара. Со временем техническое мастерство Хашима возросло значительно, и, как полагают, произошло это в связи с эстетическими требованиями императора Джахангира.

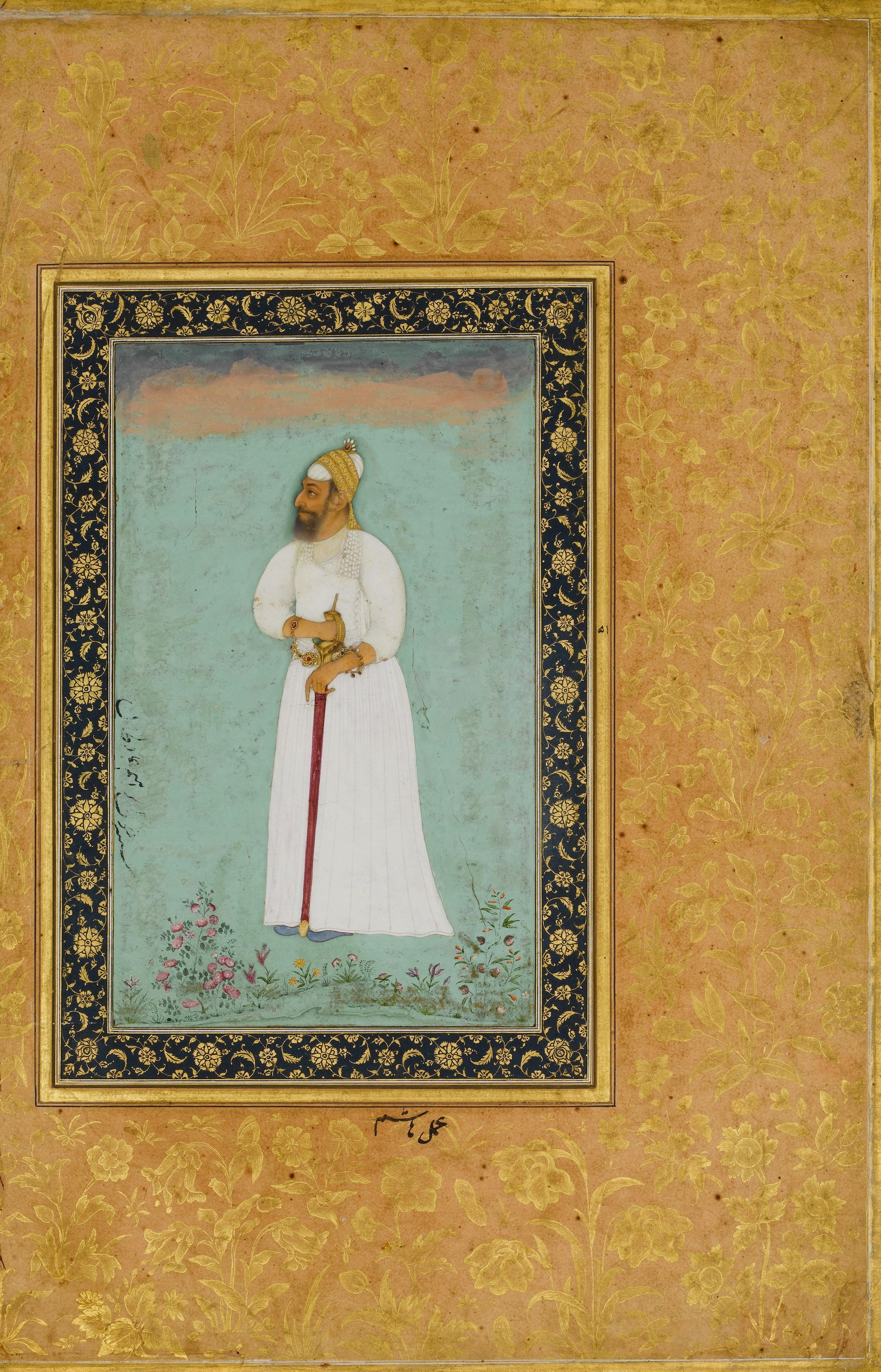
Ибрагим Адилшах II.ок. 1620 Музей Метрополитен, Н-Й
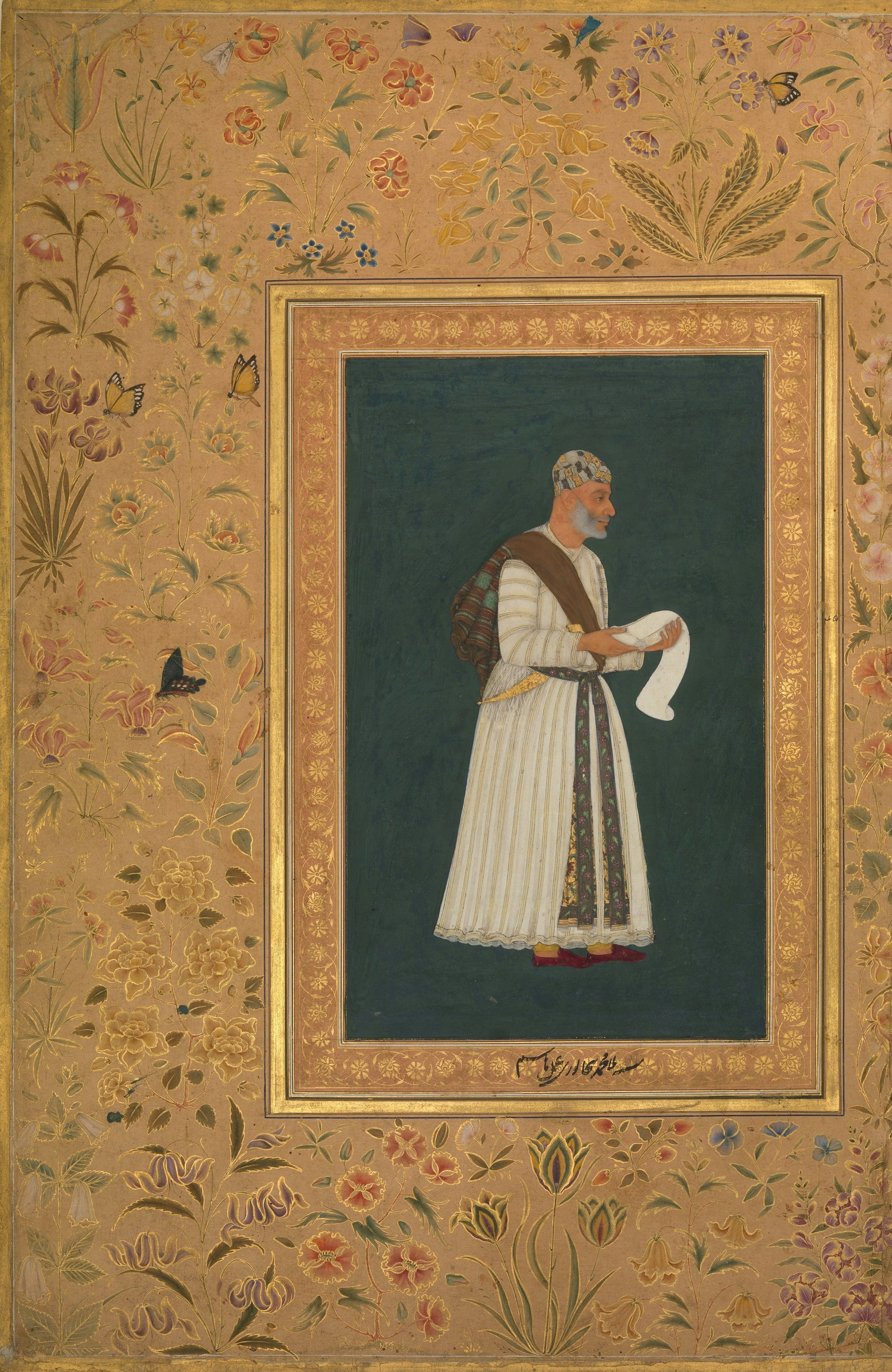
Мулла Мухаммад Хан. ок. 1620, Музей Метрополитен, Н-Й
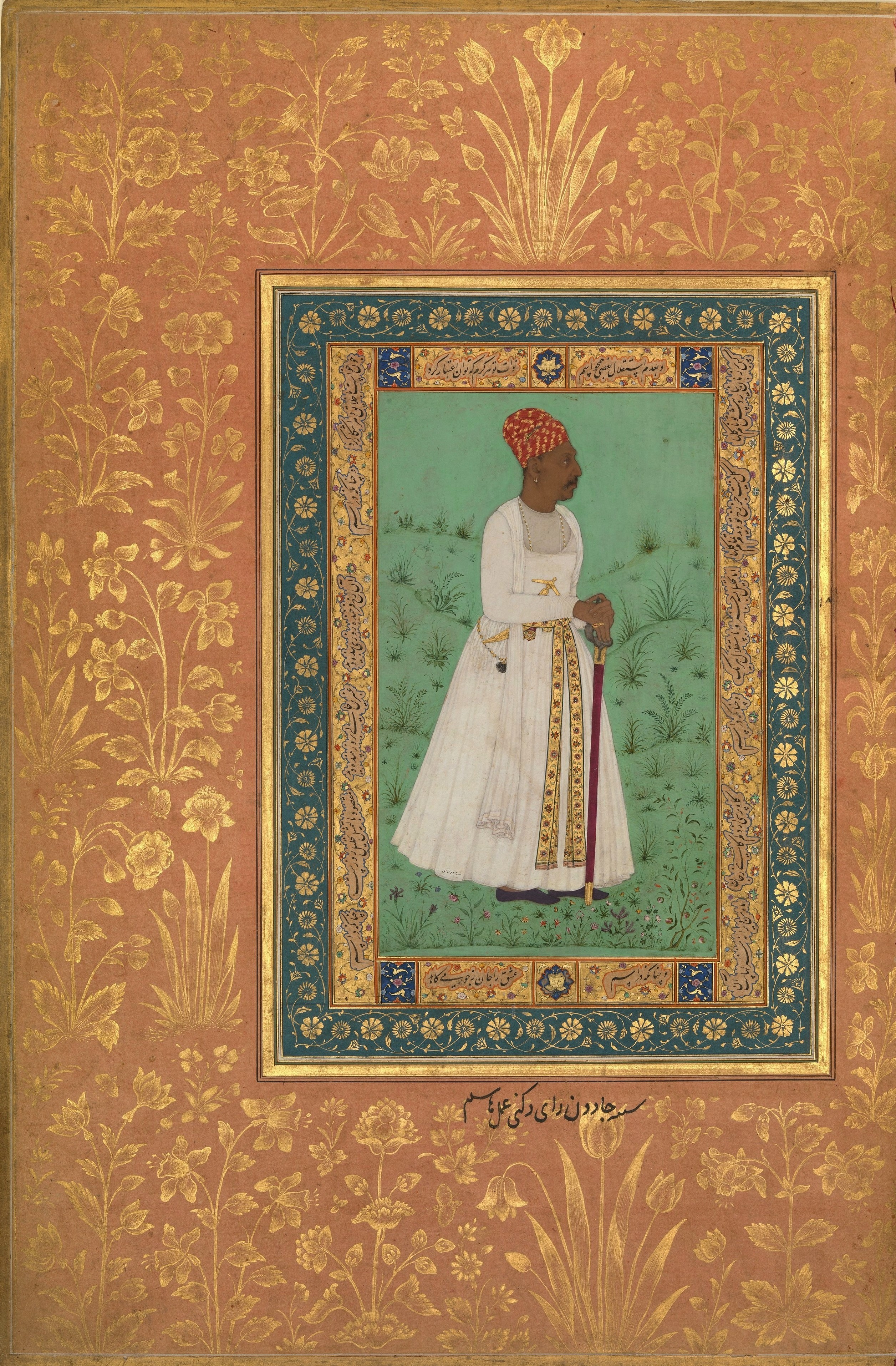
Джадун Рай. ок. 1622, Музей Метрополитен, Н-Й
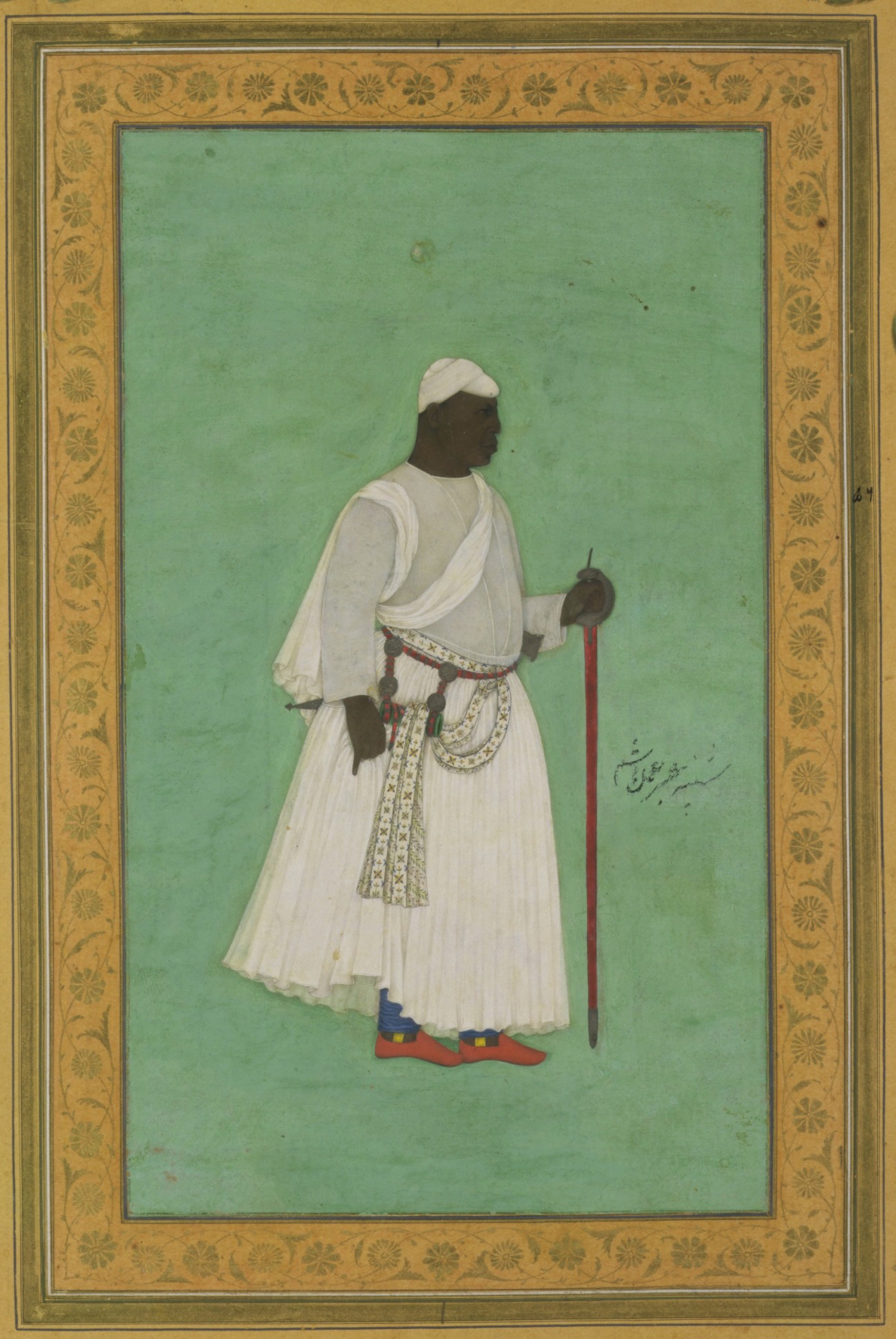
Малик Амбар. 1624-25, Музей Виктории и Альберта, Лондон

Портреты начала 1620-х годов, более совершенные и выразительные, связаны с деканскими персонажами. В 1620 году он написал султана Биджапура Ибрагима Адилшаха II (1580—1627). Этот выдающийся государь, мудрый и просвещённый, был замечательным музыкантом, поэтом и покровителем искусства. До нас дошло несколько портретов Ибрагима Адилшаха, созданных разными художниками. Хашим написал свой, когда султану было около 65 лет, однако он не производит впечатления уставшего от государственных забот человека. Округлый силуэт фигуры, элементы одежды и фон, в виде нереального пейзажа, сближают эту работу с живописью, бытовавшей в Биджапуре. Примерно в это же время он создал портрет Муллы Мухаммада Хана, который служил министром у Ибрагима Адилшаха II. Вероятно, портрет был написан тогда, когда министр прибыл к могольскому двору для переговоров о помощи против Малика Амбара (1548—1626), правителя Ахмаднагара.
Хашим написал портрет и самого Малика Амбара (1624-25гг, Музей Виктории и Альберта, Лондон). Этот раб-эфиоп, купленный на невольничьем рынке, был очень талантлив и сделал головокружительную карьеру. Когда моголы в 1600 году захватили Ахмаднагар, он организовал в провинциях сопротивление, затем отыскал в окрестностях Биджапура одного из юных отпрысков правившей в Ахмаднагаре династии, женил его на своей дочери, посадил его править в Харки, куда перенёс столицу, и стал регентом, то есть фактически правителем этого княжества. Вся эта история вызывала большое раздражение императора Джахангира. Существует несколько портретов Малика Амбара. Тот, что хранится в музее Виктории и Альберта, Лондон, имеет подпись Хашима. Такой же, но без подписи, есть в музее Гиме, Париж. На нём суровый абиссинский воин крепко сжимает в своей руке меч.
Серию деканских персонажей продолжает «Портрет Джадуна Рая Деккани» (1622г, Музей Метрополитен, Нью-Йорк). Это был вассал Малика Амбара, который присоединился к могольскому войску, когда принц Хуррам (будущий император Шах Джахан) от имени своего отца Джахангира вёл военную кампанию в Декане. Джадун Рай изображён мирно сложившим руки на рукояти меча. Его лицо, с проницательным взглядом и тонкие украшенные перстнями пальцы, делают его больше похожим на вельможу-дипломата, чем на воина. Столь же мирно сложившим руки на рукояти меча художник изобразил и Мухаммада Кутб Шаха, правителя Голконды (правил в 1611—1625; 1625г, Музей Гиме, Париж). Позы всех деканских персонажей у Хашима по сути однообразны.

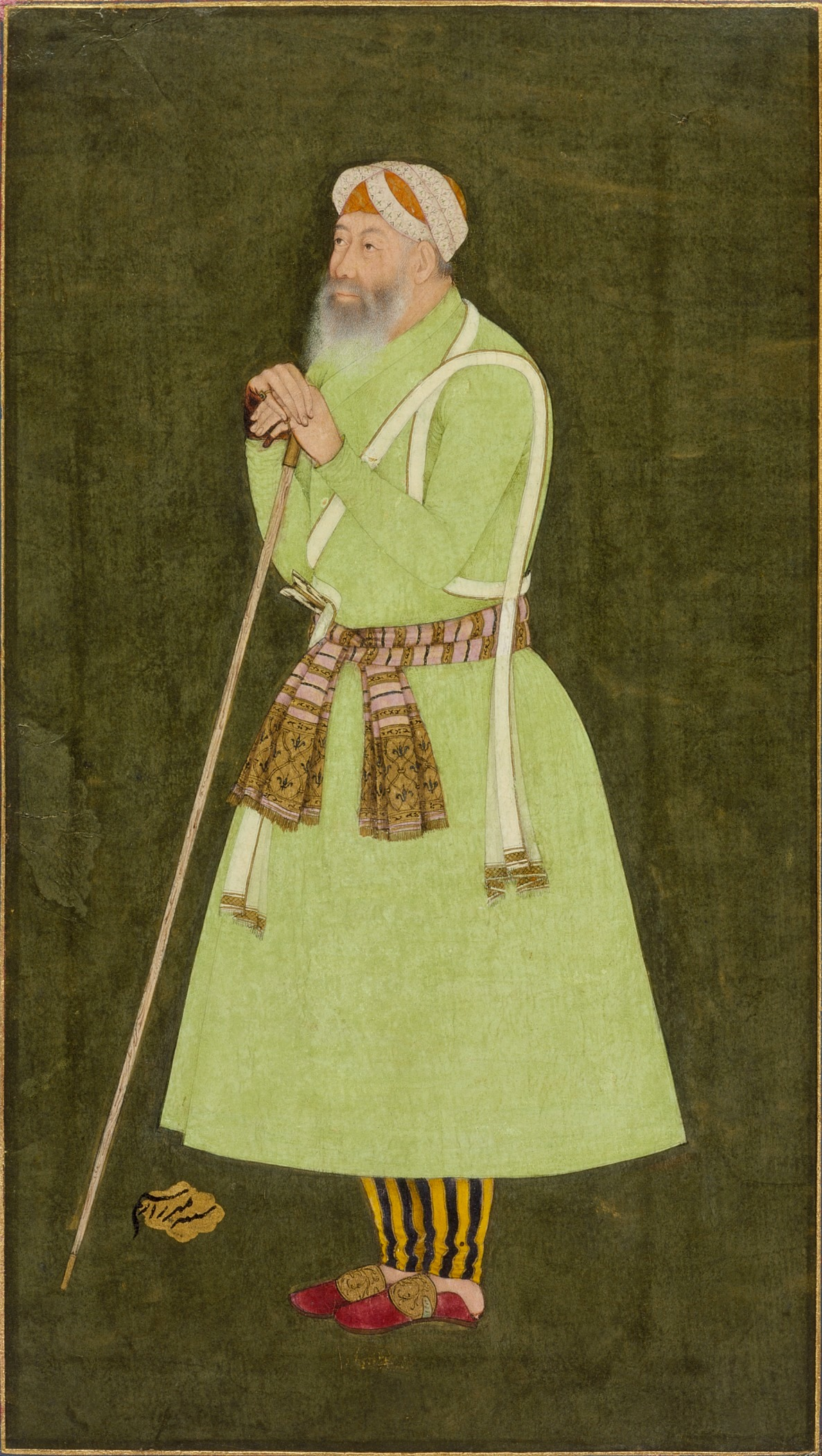
Мирза Рустам Сефеви. 1635-1640, Лос Анджелес, Музей округа
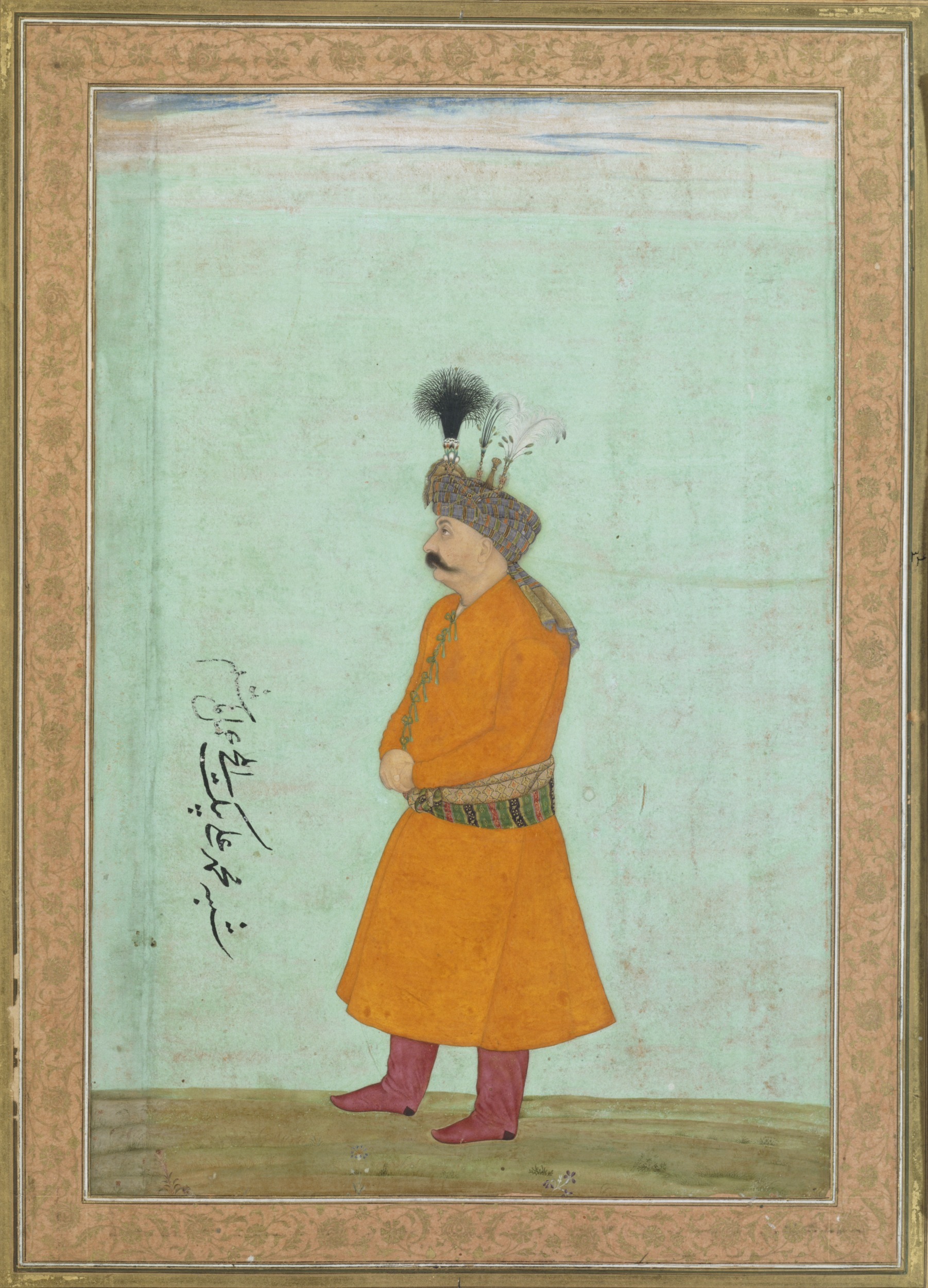
Мухаммад Али Бек. 1631. Музей Виктории и Альберта, Лондон
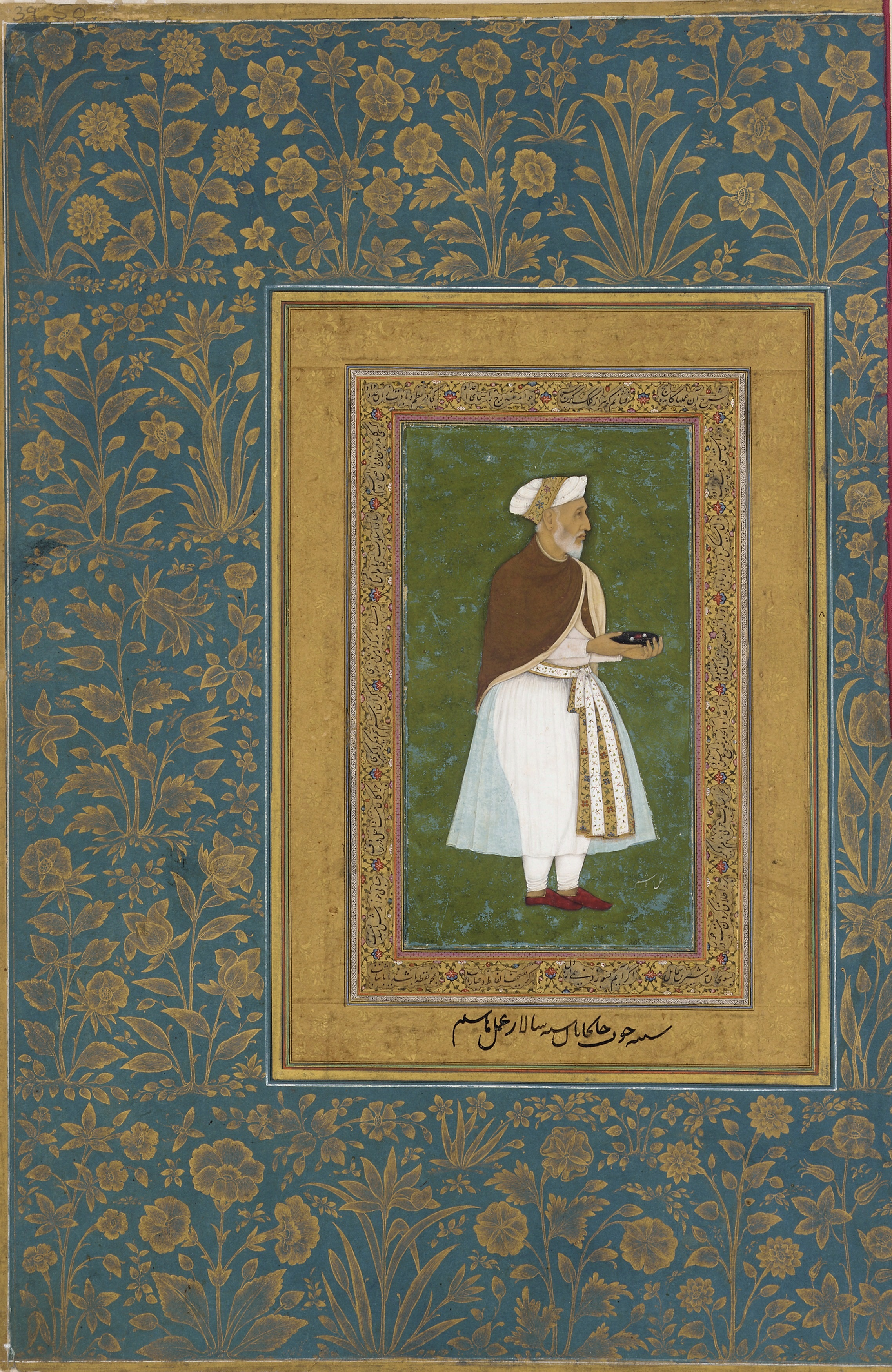
Абд ар-Рахим Хан Ханан. ок. 1626, Галерея Фрир, Вашингтон
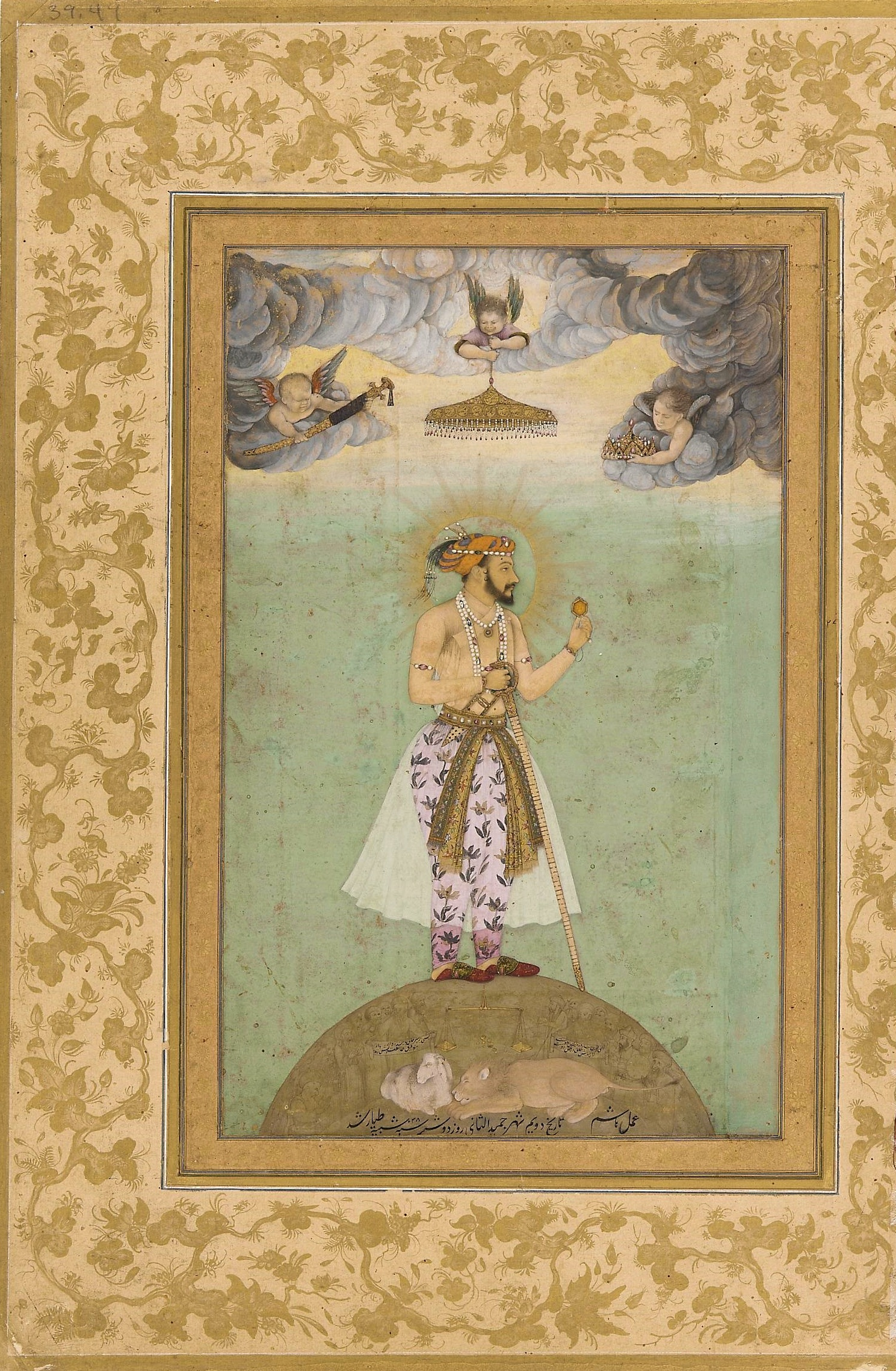
Император Шах Джахан, стоящий на земном шаре. 1629. Галерея Фрир, Вашингтон

Подобное же формальное однообразие поз присуще и портретам могольских придворных. Они, как правило, изображались художником опершимися на посох: «Портрет Ходжи Абул Хасана» (1625—1630, Музей Гиме, Париж), «Мирза Рустам Сефеви» (ок. 1635, Лос Аджелес, Музей Округа), «Хан Дауран Насрат-и Джанг» (ок. 1650, Библиотека Честер Битти, Дублин). Иной, более выразительный тип портрета можно видеть в миниатюре «Мухаммад Али Бек» (1631г, Музей Виктории и Альберта), на которой изображён посол персидского шаха Аббаса, прибывший к могольскому двору на новогодний фестиваль в марте 1631 года. Его персидский тюрбан с тремя аграфами и раскованная поза свидетельствуют о важности его персоны. Шах Джахан, правивший с 1628 года могольской империей, подобно своему отцу Джахангиру, искал дружеских отношений с Персией.
Хашим оставил потомкам и портрет Абд ар-Рахима Хан Ханана (1626г, Галерея Фрир, Вашингтон), командующего могольскими армиями в правление Акбара и Джахангира, который был поэтом, покровителем искусства, заказчиком иллюстрированных манускриптов, и славился своей щедростью. Кроме большой галереи придворных и иностранных деятелей, Хашим создал портреты могольских императоров: Джахангира (совместно с Абул Хасаном) и Шах Джахана, однако, делал это он не так часто, как его коллега Абул Хасан, который был гораздо более приближен к Джахангиру. Также он писал аллегорические портреты, на одном из которых можно видеть стоящего на земном шаре Шах Джахана в окружении трёх ангелов (1629г, Галерея Фрир, Вашингтон), и династические портреты («Император Тимур, его потомки и поэт Саади», 1650г, Управление личных записей и документов Индии, Лондон). Хашиму принадлежит несколько рисунков и набросков портретов, сделанных тушью, а хранящийся в музее Метрополитен, Нью-Йорк, неоконченный рисунок «Слон и наездник» (ок. 1640г) свидетельствует о том, что художник мог удачно портретировать не только людей, но и животных. С. К. Уэлч полагает, что после смены власти в 1658 году, художник продолжал работать, и приписывает Хашиму картину «Аурангзеб на охоте» (ок. 1660г, Библиотека Честер Битти, Дублин).
Если портреты Хашима сравнить с портретами Говардхана, создавшего, кроме прочего, несколько выразительных, чувственных произведений в этом жанре, то становится понятным, насколько скрупулёзен и внимателен Хашим к индивидуальным физиономическим особенностям; он гораздо дальше продвинулся в техническом мастерстве, нежели в способности передать тёплое чувство, используя рациональный и в высшей степени формальный портретный стиль. С точки зрения придворной могольской эстетики он был идеальным портретистом.